# Cololejeunea peculiaris
Cololejeunea peculiaris là một loài Rêu trong họ Lejeuneaceae. Loài này được (Herzog) Benedix mô tả khoa học đầu tiên năm 1953.